# Nauti FC
Nauti FC ist ein Fußballverein aus Funafuti. Seine Spiele trägt er wie alle anderen Clubs in Tuvalu in einem 1.500 Plätze großen Stadion in Funafuti aus.

## Geschichte
Nauti wurde in den 1970er Jahren gegründet. Den ersten Titel errang die Mannschaft 1988, als die das Finale des Independence Cup gewannen. Diesen Titel gewannen sie auch 1999, 2008 und 2009.
Nauti ist der Rekordmeister der Tuvalu A-Division. Seit der Gründung der Liga 2001 war das Team nach 2005 auch 2007 erfolgreich und ist seither Seriensieger. 2009 gelang das Triple.

## Erfolge

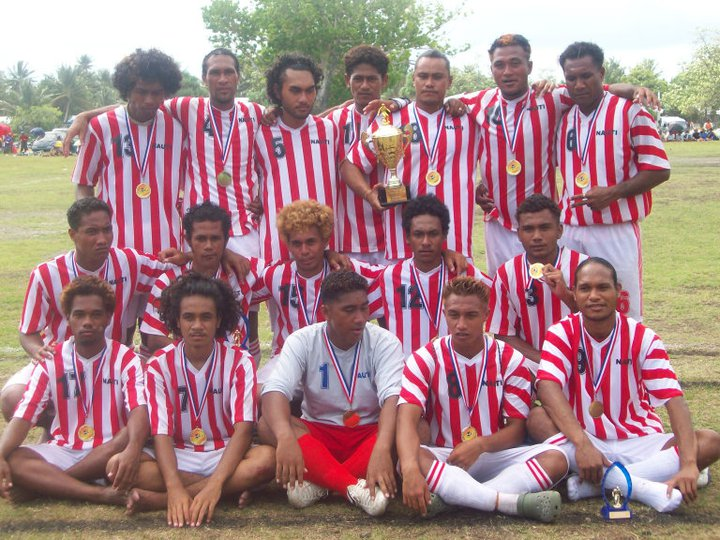
Nauti FC (2011)

- Tuvalu A-Division: 26

1980–1990, 2005, 2007-2008-2016, 2019–2020, 2022–2023
- NBT Cup: 2

2009, 2010
- Independence Cup: 4

1988, 1990, 1999, 2008, 2009